# Contea di Zizhou
La contea di Zizhou (子洲县S, Zǐzhōu XiànP) è una contea della Cina, situata nella provincia dello Shaanxi e amministrata dalla prefettura di Yulin.